# Pholiota pityrodes
Pholiota pityrodes är en svampart som tillhör divisionen basidiesvampar, och som först beskrevs av Francesco Briganti, och fick sitt nu gällande namn av Holec. Pholiota pityrodes ingår i släktet tofsskivlingar, och familjen Strophariaceae. Arten påträffades för första gången i Sverige 2019.